# Autriche aux Jeux olympiques d'été de 1964
L'équipe olympique d'Autriche participe aux Jeux olympiques d'été de 1964 à Tokyo. Elle n'y remporte aucune médaille. L'athlète Hubert Hammerer est le porte-drapeau d'une délégation autrichienne comptant 56 sportifs (45 hommes et 11 femmes).